# Ljuskaši
Ljuskaši (Squamata) su jedna od četiri velike grupe gmazova.
Klasično, ljuskaši se dijele u tri podreda, guštere, zmije i prstenaše. Kako su druga dva podreda proizašla od guštera, gušteri su "prethodni" takson te zadnje dvije grupe, u nju se svrstavaju svi ljuskaši koje se ne mogu uvrstiti u te dvije grupe. Prstenaše i zmije smatraju se monofilijskim skupinama životinjama.
Vjerojatni odnosi međusobne srodnosti i razvoja unutar reda ljuskaša prikazani su u sljedećem kladogramu:
```
Ljuskaši (Squamata)
 ├─
Legvani
 (Iguania)
 │  ├─
Iguaninae

 │  └─Acrodonta 
 │     ├─
Kameleoni
 (Chamaeleonidae)
 │     └─
Agame
 (Agamidae)
 └─
Scleroglossa

    ├─
Gekkota

    │  ├─
Macaklini
 (Gekkonidae)
    │  └─
Pygopodidae

    │  ?──
Amphisbaenia

    │  ?──
Dibamidae

    │  ?──
Zmije
 (Serpentes)
    └─
Autarchoglossa

       ├─
Scincomorpha
 

       │  ├─Lacertoidea
       │  │ ├─
Xanthusiidae

       │  │ └─Lacertiformes
       │  │    ├─
Gušterice
 (Lacertidae)
       │  │    └─Teiioidea
       │  │        ├─
Teju gušteri
 (Teiidae)
       │  │        └─
Patuljasti teju
 (Gymnophthalmidae)
       │  └─Scincoidea
       │     ├─
Rovaši
 (Scincidae)
       │     └─Cordyliformes
       │        ├─
Cordylidae

       │        └─
Gerrhosauridae

       └─
Anguimorpha

          ├─
Puzaši
 (Anguidae)
          ├─
Xenosauridae

          └─Varanoidea
             ├─
Varani
 (Varanidae)
             └─
Helodermatidae
```

Smještanje zmija, Amphisbaenia i Dibamidae u kladogram je nesigurno.

## Drugi projekti
|  | Zajednički poslužitelj ima još gradiva o temi Ljuskaši |
|  | Wikivrste imaju podatke o taksonu Ljuskašima           |